# Lev Aleksandrovič Puškin
Lev Aleksandrovič Puškin, in russo Лев Александрович Пушкин? (San Pietroburgo, 17 febbraio 1723 – Mosca, 25 ottobre 1790), è stato un ufficiale russo.

## Biografia
Era il figlio del sergente Aleksandr Petrovič Puškin, e di sua moglie, Avdot'ja Ivanovna Golovina, figlia di Ivan Michajlovič Golovin.
Il 17 dicembre 1725 suo padre, in preda a un raptus di follia, uccise sua moglie e morì pochi mesi dopo.

## Carriera
Fin da bambino fu arruolato nel reggimento Semënovskij. Nel 1739 raggiunse il grado di caporale d'artiglieria. Nel 1763 fu promosso al grado di tenente colonnello. Durante l'ascesa al trono dell'imperatrice Caterina II, venne imprigionato nella fortezza con Izmajlov in quanto rimase fedele a Pietro III.

## Matrimoni

### Primo matrimonio
Sposò Marija Matveevna Voejkova (1724-1757), figlia di Matvej Fëdorovič Voejkov. Ebbero tre figli:
- Nikolaj L'vovič (1748-25 settembre 1821)
- Pëtr L'vovič (13 gennaio 1751-15 maggio 1825)
- Aleksandr L'vovič (1757-1790)

### Secondo matrimonio
Nel 1763 sposò Ol'ga Ivanovna Čičerina (5 giugno 1737-22 gennaio 1802), figlia del colonnello Vasilij Ivanovič Čičerin. Ebbero quattro figli:
- Vasilij L'vovič (1767-20 agosto 1830)
- Anna L'vovna (20 marzo 1769-14 ottobre 1824)
- Sergej L'vovič (23 maggio 1770-29 maggio 1848)
- Elizaveta L'vovna (13 agosto 1776-27 settembre 1848)

## Morte
Morì a Mosca il 25 ottobre 1790. Fu sepolto nella cattedrale del monastero Donskoj.